# Tobias Dünow
Tobias Dünow (* 1972 in Düsseldorf) ist ein deutscher politischer Beamter (SPD). Seit dem 20. November 2019 ist er Staatssekretär im Ministerium für Wissenschaft, Forschung und Kultur des Landes Brandenburg.

## Leben
Dünow studierte von 1992 bis 1999 Deutsche Philologie, Mittlere und Neuere Geschichte, Publizistik sowie Kommunikationswissenschaften an der Georg-August-Universität Göttingen. Nach dem Abschluss seines Studiums war er als Referent, später als Sprecher und Leiter des Referats Presse- und Öffentlichkeitsarbeit im Niedersächsischen Ministerium für Wissenschaft und Kultur tätig. 2003 wechselte er als Referent für Bildung, Wissenschaft und Kultur in die Vertretung des Landes Niedersachsen bei der Europäischen Union. Es folgten verschiedene Tätigkeiten als Pressesprecher, unter anderem für das Bundesministerium für Umwelt, Naturschutz und Reaktorsicherheit, das Bundesministerium für Wirtschaft und Energie sowie den SPD-Parteivorstand. 2018 war er Referatsleiter für die Bereiche Digitalisierung und Energiewende im Bundesministerium für Wirtschaft und Energie, ehe er zum 1. November 2018 die Leitung der Vertretung des Landes Niedersachsen beim Bund übernahm.
Am 20. November 2019 wurde Tobias Dünow bei der Bildung des Kabinetts Woidke III von Ministerin Manja Schüle zum Staatssekretär für Wissenschaft, Forschung und Kultur des Landes Brandenburg berufen. Er wurde damit Nachfolger von Ulrike Gutheil. Unter dem Kabinett Woidke IV im Dezember 2024 ist er im Amt geblieben.